# Accupack

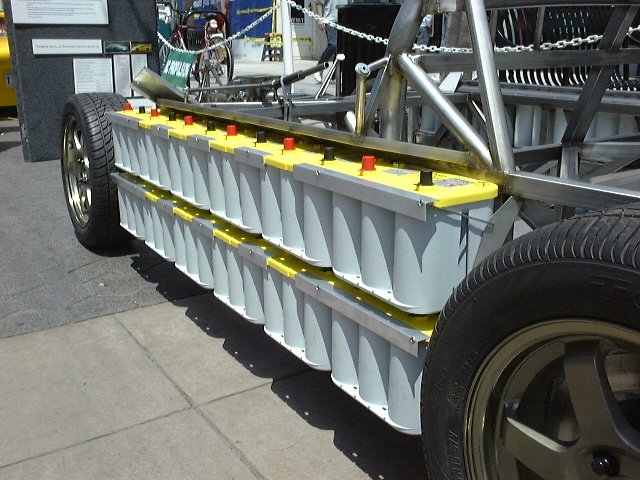
Een accupack voor een auto.

Een accupack is een samenstelling van meerdere oplaadbare batterijen. Accupacks worden onder andere in de modelbouw gebruikt, waar ze de energie voor elektromotoren leveren. De afzonderlijke cellen van een accupack worden meestal met krimpfolie bij elkaar gehouden, maar kunnen ook met plakband of lijm aan elkaar vastgemaakt zijn. Vaak zijn ze in een kunststof behuizing gemonteerd, zoals onder andere voor accuboormachines.

## Opbouw
De cellen in een accupack worden in serie geschakeld door metalen plaatjes over de plus- en minpolen te puntlassen. Maar onder andere bij elektrisch modelvliegen lopen de ontlaadstromen zo hoog op, dat de puntlassen spanningverlies opleveren en dus niet meer voldoen. Dan worden de cellen in-line (op elkaar) gesoldeerd. De plus- en minpolen worden dan eerst van een tinlaag voorzien en dan met een zeer warme, speciaal aangepaste soldeerpunt snel op elkaar gesoldeerd. Ook worden er stevigere strips gebruikt. Door het verticaal op elkaar plaatsen van de cellen in een U-profiel, met ruimte tussen de cellen voor de soldeerpunt, is het mogelijk een exacte lijnrechte soldering te maken van cellen in een kolom van vier of meer cellen.
Twee van dergelijke celkolommen worden naast elkaar met behulp van krimpkous bij elkaar gehouden. Gaten in het krimpfolie helpen om de warmte af te voeren. Transparante krimpfolie wordt gebruikt omdat dan gegevens kunnen worden ingesloten, zoals gegevens over het apparaat waarin het steeds gebruikt wordt, de naam van eigenaar en de laadvoorschriften. Controle op celproblemen zoals lekkage worden eerder herkend in transparante folie. Veroudering van cellen is onder andere te zien door wit poeder bij de pluspool van een cel.

## Problemen bij gebruik
Doordat accupacks uit meerdere losse cellen bestaan, kunnen er problemen optreden wanneer de cellen ongelijk van lading zijn.
Accucellen voor de meeste toepassingen hebben een basisspanning van 1,2 volt.
Zo wordt bijvoorbeeld een pakket van acht cellen aangegeven als 9,6 volt. Een accupack van 9,6 volt kan bijvoorbeeld bij oplaadbare boormachines gebruikt worden. Afhankelijk van de chemische samenstelling kan een volgeladen cel een hogere spanning hebben dan 1,2 volt, tot 1,48 volt. Door veroudering van accucellen zal bij laden een hogere spanning worden gemeten, zelfs boven de 1,55 volt. Gebruikt men een druppellader, die automatisch overschakelt bij bijvoorbeeld acht cellen (8 x 1,48 volt = 11,84 volt) ingestelde maximum, dan zal na diverse laad- en ontlaadacties van het pakket in de praktijk door afslaan van laden en overgang naar druppellading, het accupakket niet meer ver genoeg worden geladen. Door regelmatig metingen te verrichten en die te noteren, kan men het druppellaadprobleem opmerken.

## Samengesteld accupakket
Meestal worden NI-CAD accupacks in een fabriek samengesteld; daarbij worden zo veel mogelijk cellen met dezelfde waarde bij elkaar gehouden. Toch komt het voor dat één cel, na meerdere malen opladen van het pakket in serie, een verminderde capaciteit heeft. Door de in-serie-belasting zal bij laden die cel steeds verder achterblijven, en uiteindelijk onder nul volt komen. Bij veel accupacks worden strips gebruikt die worden gepuntlast op de plus van de eerste cel en de min van de volgende cel. Omdat bij hoge accubelasting en door stoten een puntlaspunt het kan begeven, worden er bij accu's die zwaar belast worden meerdere puntlaspunten per strip toegepast. Ook worden de strips op de cellen vastgesoldeerd (in line) met een warme soldeerpunt. Daarbij moet zorgvuldig worden gewerkt om oververhitting van de cellen te voorkomen en dient men op te passen dat het veiligheidsventiel niet dicht wordt gesoldeerd. Bij overmatig laden en zware belasting van een accu kan een cel erg warm worden en kan het veiligheidsventiel opengaan. Dergelijke cellen worden dan beschadigd en zullen er in capaciteit op achteruitgaan.

## Accucellen zijn vaak moeilijk te meten

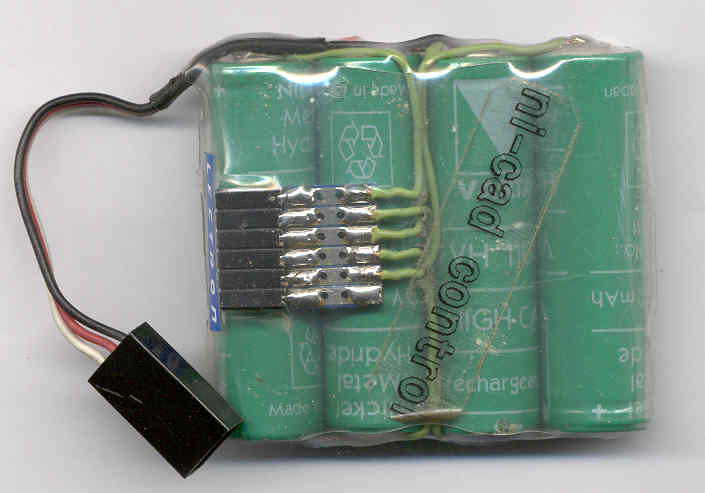
Een zelfgemaakte diagnosestekker

Omdat accucellen in serie meestal geheel met een krimpfolie worden ingepakt, is meten van elke cel afzonderlijk niet goed mogelijk. Het beste zou zijn als elke cel in een accupakket apart zou worden geladen en gemeten. Er is wel een oplossing bedacht: zo wordt er op een accu een diagnosestekker gemonteerd en via die stekker zijn alle cellen apart te meten en te laden. Zo'n stekker zit echter niet op fabrieksaccu's. Als men zelf een diagnosestekker monteert, is het meten en laden en onderhoud controle een mogelijkheid om langer plezier te hebben van de accu.
In de modelbouw werd al gebruikgemaakt van vaste weerstanden over elke cel. Daardoor was het mogelijk een accupakket na gebruik enkele dagen weg te leggen tot elke cel nul volt was. Vanaf dat punt werden alle cellen weer geladen en zo werd het geheugeneffect tegengewerkt. Zit er op een accu een diagnosestekker, waar van elke cel de pluspool en als laatste de min van het hele pakket is aangesloten, dan kan de vaste weerstand over elke cel worden verwijderd en gebruik worden gemaakt van ontlaadprintjes. Op die printjes zit voor elke cel een weerstand, zodat elke cel geheel ontladen wordt. Ook kunnen er ontlaadprintjes worden gemaakt met weerstanden erop met een diode in serie. Voordeel hiervan is dat bij controle-ontlading de cellen niet geheel tot nul worden ontladen, maar tot net onder 0,6 volt, de doorlaatspanning van een diode. Losse oplaadbare cellen moeten zo veel mogelijk als set bij elkaar worden gehouden.
Handig is een sticker op de cellen met gegevens van ingebruikname alsmede de naam van het apparaat waar ze steeds in worden gebruikt. Zo voorkomt men dat cellen anders worden belast en dat oude en nieuwe cellen door elkaar worden gebruikt. Is een accupack langere tijd niet gebruikt, dan komt het voor dat bij laden cellen niet geladen worden. Door meten van de onderlinge cellen kunnen achtergebleven cellen met een stroomstoot van b.v. 1 A bewerkt worden. Direct weer meten is dan natuurlijk nodig zodat men weet of de cel in serie weer nu wel geladen wordt.
In de modelbouw worden de laatste jaren ( tot einde 2015 ) in plaats van NIMH cellen Lipo cellen gebruikt. Die cellen hebben een hogere capaciteit,  hebben aparte laders nodig en gaan bij overladen eerder defect. Lithium-Polymeer-accu's (afgekort: LiPo-accu's) hebben een bijzondere behandeling nodig. Dit geldt zowel voor het laden en ontladen als ook voor de opslag en het verdere gebruik.

## Digitaal fototoestel
Huidige digitale fototoestellen werken vaak op twee Ni-Mh oplaadbare batterijen. Er worden bij een camera twee niet-oplaadbare batterijen geleverd en als optie kan men vier oplaadbare met lader plus een groter geheugenkaartje aanschaffen. Het probleem is dat de oplaadbare batterijen niet worden gemeten, en dus verschillen tussen de batterijen niet worden opgemerkt. Vervangt men lege batterijen door een set welke al dagen daarvoor zijn opgeladen, dan komt het voor dat na het maken van bijvoorbeeld 50 foto's de melding op de camera: 'Vervang de batterijen', verschijnt. De enige mogelijkheid om niet steeds het probleem tegen te komen van steeds weer eerder lege batterijen, is regelmatig de nikkel-metaal-hydride-cellen te meten onder belasting en de meetwaarde met die van de andere cellen te vergelijken. Ook hier is het noodzakelijk om cellen als set te nummeren en een datum te geven van ingebruikname, zodat geen oude en nieuwe cellen door elkaar worden gebruikt. Wel is er tegenwoordig een nieuw soort Ni-Mh cellen op de markt die minder last van de vrij hoge zelfontlading hebben zoals de Sanyo Eneloop.

## Tesla
In een Tesla worden ronde lithiumbatterijen gebruikt, die 18 mm dik en 65 mm lang zijn. Deze worden veel gebruikt in allerlei apparaten zoals laptops.